# والنات کریک (آریزونا)
والنات کریک (به انگلیسی: Walnut Creek) یک منطقهٔ مسکونی در ایالات متحده آمریکا است که در شهرستان موهاوی، آریزونا واقع شده‌است. والنات کریک ۳٫۹۸ کیلومتر مربع مساحت و ۲٬۳۸۰ نفر جمعیت دارد.